# Хобой
Хобо́й (бур. Һобой) — мыс, северная оконечность острова Ольхон на озере Байкал. В переводе с бурятского «Һобой» означает «клык» — резко обрывающиеся в воду скалы напоминают клыки.

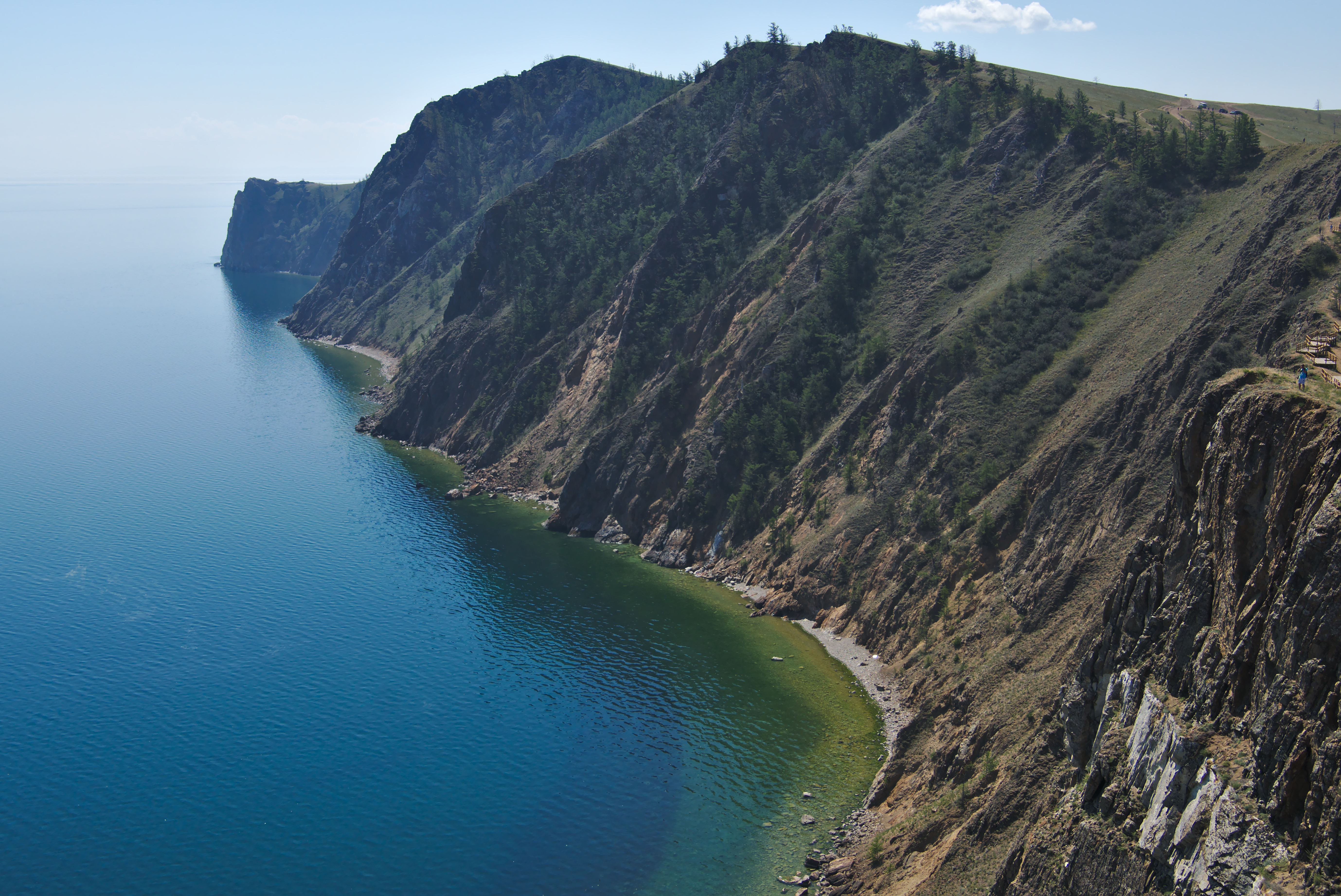
Мыс Хобой

Другое название мыса — Дева, так как если смотреть на него с воды, то основная скала напоминает очертания женского тела. Согласно бурятской легенде, скала — это окаменевшая молодая женщина, просившая у небожителей тэнгриев из зависти к мужу такой же дворец, как и пожалованный её супругу. Тэнгрии, со словами «Покуда на Земле будет зло и зависть, — будешь камнем», превратили её в скалу. Место примечательно многоголосым эхом, которое отражается от монолитной скалы.
Мыс Хобой находится вблизи самого широкого места Байкала (79,5 км), и в хорошую погоду с него можно разглядеть восточный берег — гористый контур полуострова Святой Нос.